# فوتینی پلوزو
فوتینی پلوزو (ایتالیایی: Fotinì Peluso؛ زادهٔ ۱ ژانویهٔ ۱۹۹۹) بازیگر اهل ایتالیا است. وی دانش‌آموختهٔ رشتهٔ اقتصاد در دانشگاه روما تری است و مادرش یونانی است.
از فیلم‌ها یا برنامه‌های تلویزیونی که وی در آن نقش داشته است، می‌توان به زیر آفتاب ریچونه اشاره کرد.